# Repulsor (foguete)
Repulsor, foi a designação do segundo foguete funcional, movido a combustível líquido, construído pelos membros da Verein für Raumschiffahrt em 1931.

## Imagens
- Modelo de um foguete Repulsor